# 슈거랜드 (음악 그룹)

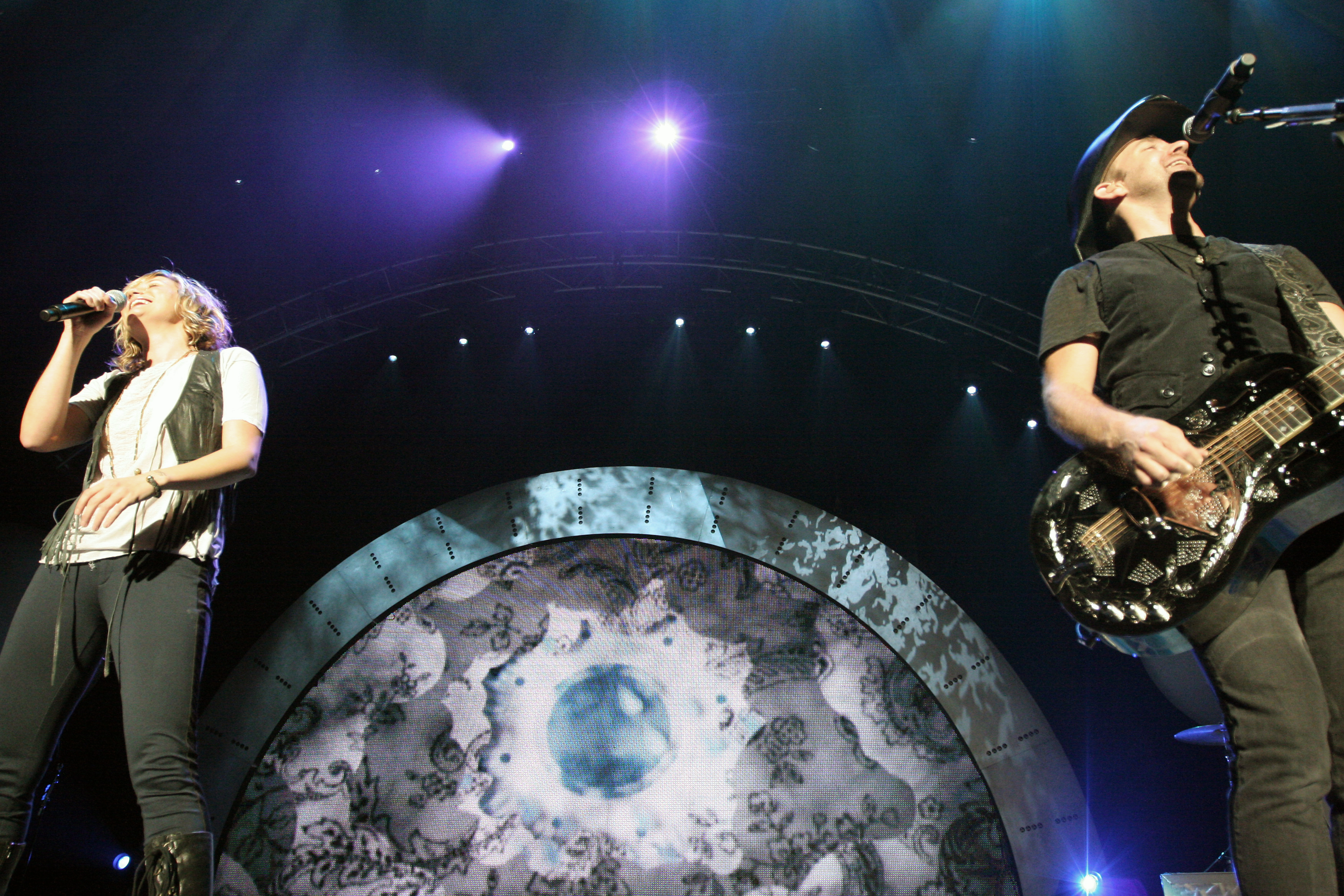
슈거랜드

슈거랜드(Sugarland)는 미국의 듀오 그룹이다. 제니퍼 네틀스와 크리스티안 부시로 이루어져 있으며, 2004년 데뷔를 했다.